# Biberschwanz

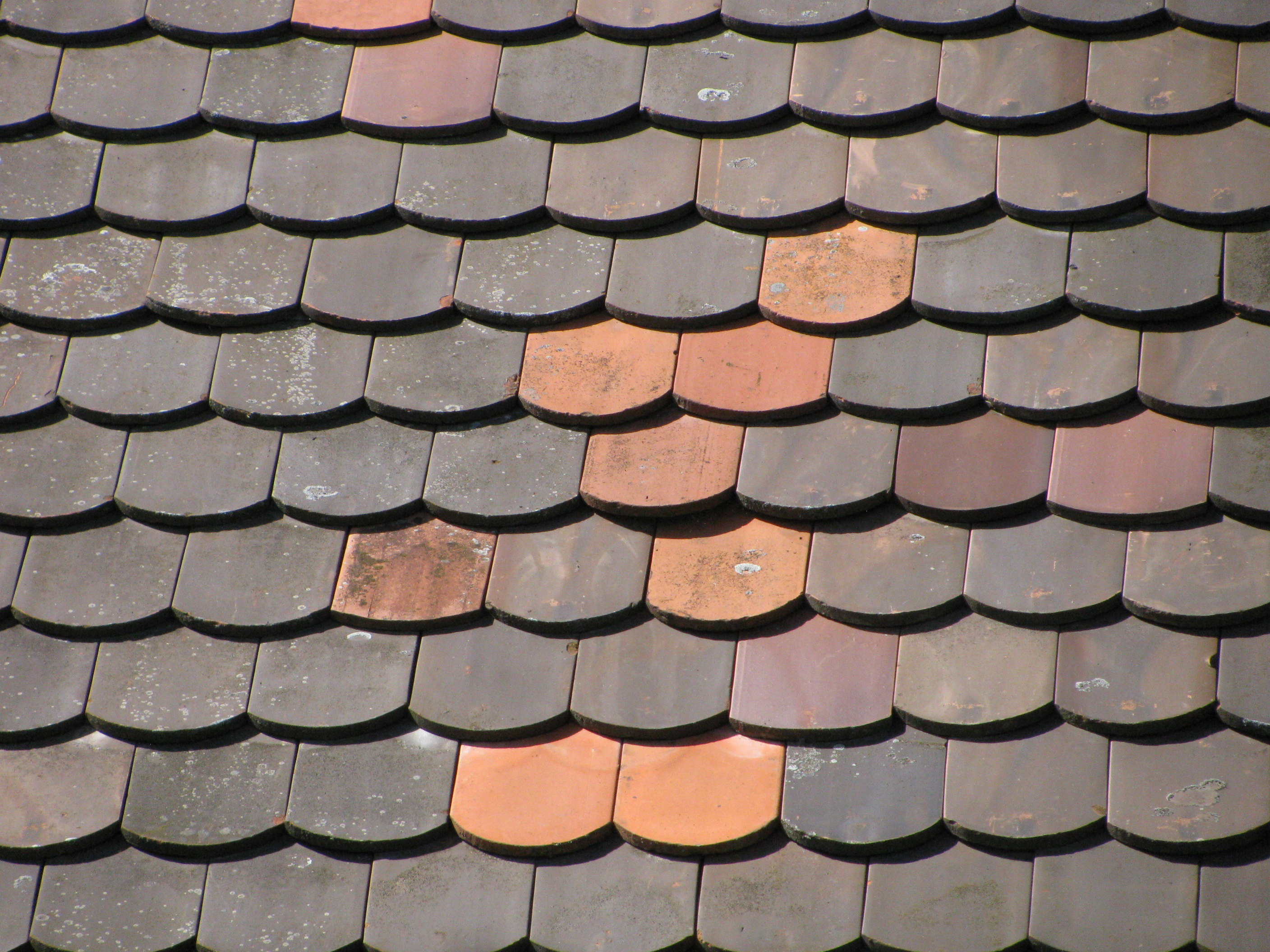
Biberschwanzdeckung

Der Biberschwanz ist ein flacher, an der Unterkante oft halbrund geformter Dachziegel. Seine Form erinnert insofern an den Schwanz (waidm.: die Kelle) des namensgebenden Tieres, als er in einer Rundung endet und in der Mitte durch einen leicht erhobenen Strich längs halbiert ist. Eine andere historische Bezeichnung des 18. Jahrhunderts lautete Ochsenzungen.
Nahe der oberen Kante besitzt der Biberschwanz auf der Unterseite einen Vorsprung (die Nase), mit dem er an der Dachlatte eingehängt wird. Neben der halbrunden Ausformung der Unterkante kommen Biberschwanzziegel traditionell auch in anderen Varianten vor, z. B. mit Segmentbogen, mit geradem Abschluss, geschweift oder spitz zulaufend („Rautenspitzbiber“). Jede dieser Formen bewirkt eine andere, charakteristische Strukturierung der Dachfläche.

## Geschichte des Biberschwanzes
Es gibt Anzeichen dafür, dass die Dachziegelform Biberschwanz im 14. Jahrhundert in den Lehmgruben um Nürnberg herum entstand. Weite Teile der Nürnberger Altstadt, unter anderem die Stadtmauer und die Nürnberger Burg, sind mit Ziegeln eingedeckt, welche die mittelalterlichen Formen dieser Ziegelart zeigen. Es dürfte sich um die ältesten Häuser in Deutschland handeln, die mit Ziegeln dieser Art eingedeckt sind. Die Biberschwanzziegel lösten die von den Römern her bekannten Ziegel mit Mönch-und-Nonne-Form ab.

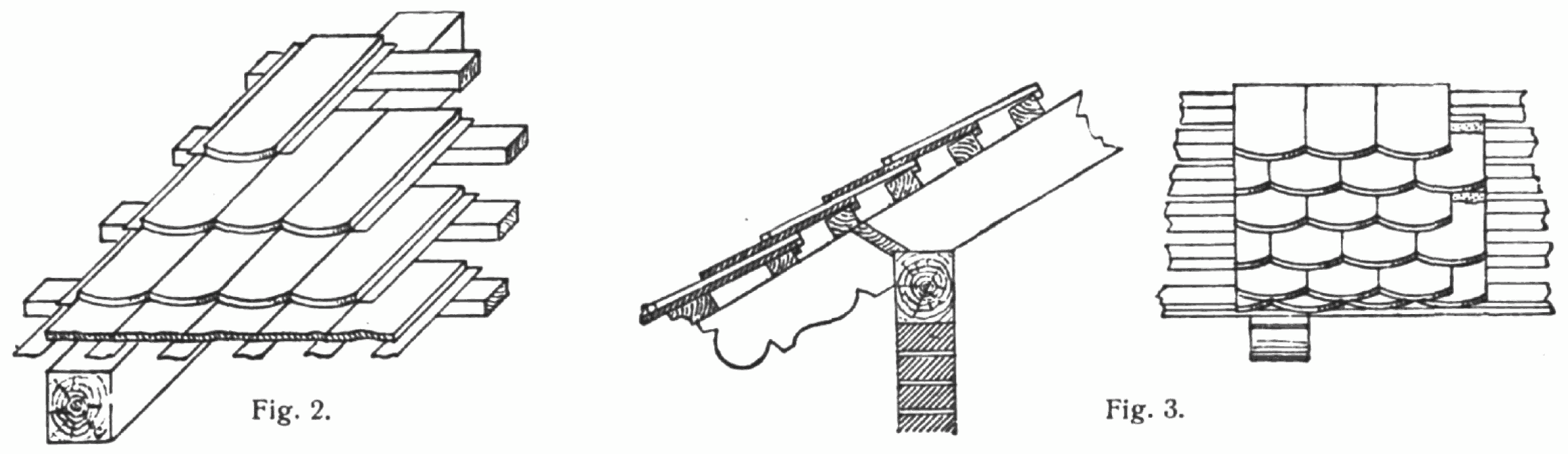
Links außer Verband gedecktes Spließdach. Mitte und rechts Biberschwanz-Doppeldeckung.

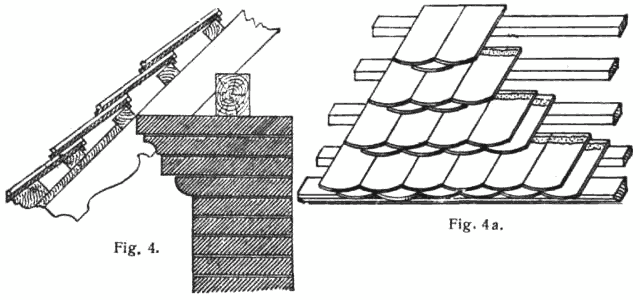
Kronendeckung, Lexikon der gesamten Technik, Otto Lueger, 1904

## Deckarten

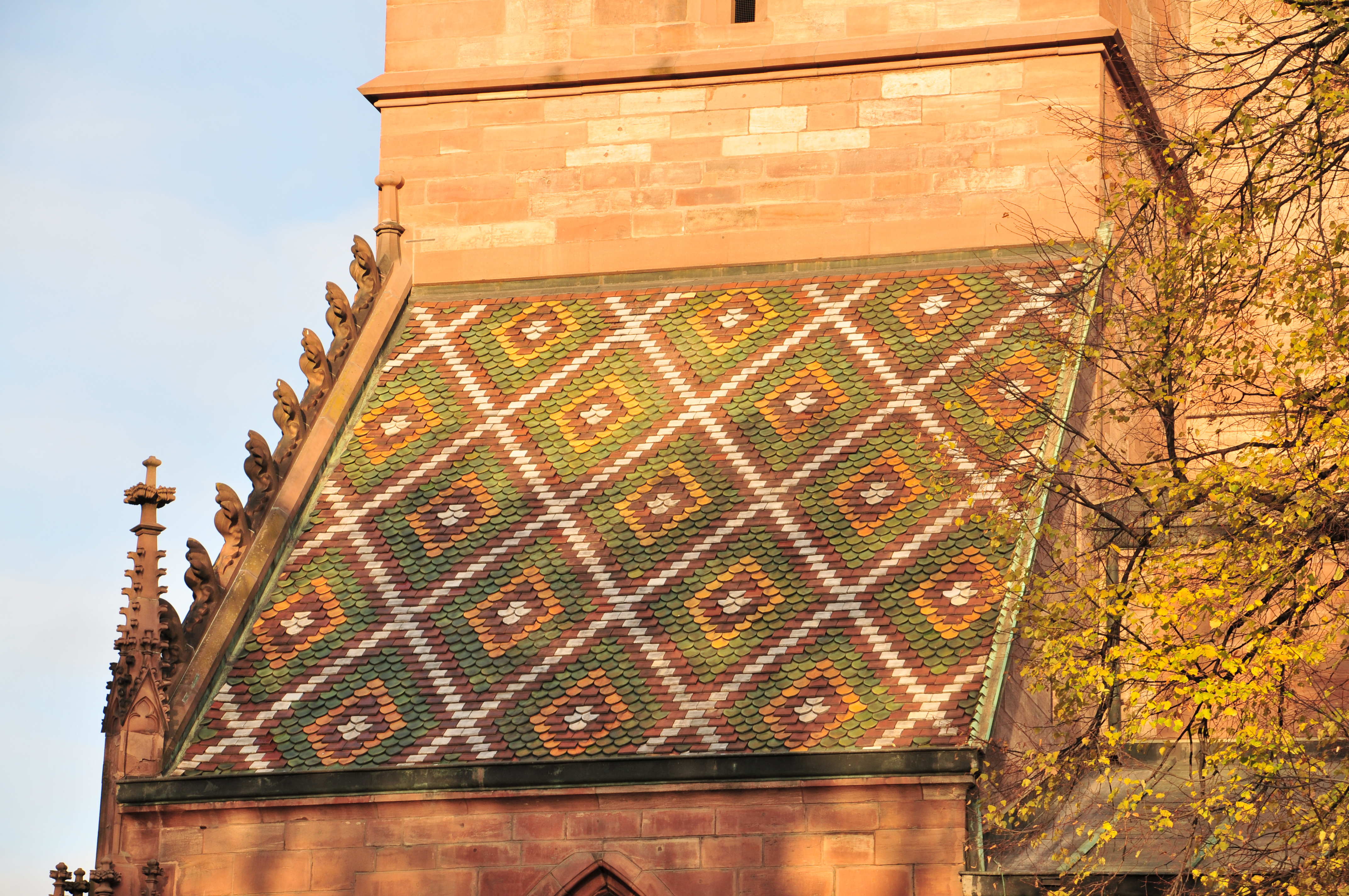
Zierdeckung mit Biberschwänzen am Basler Münster

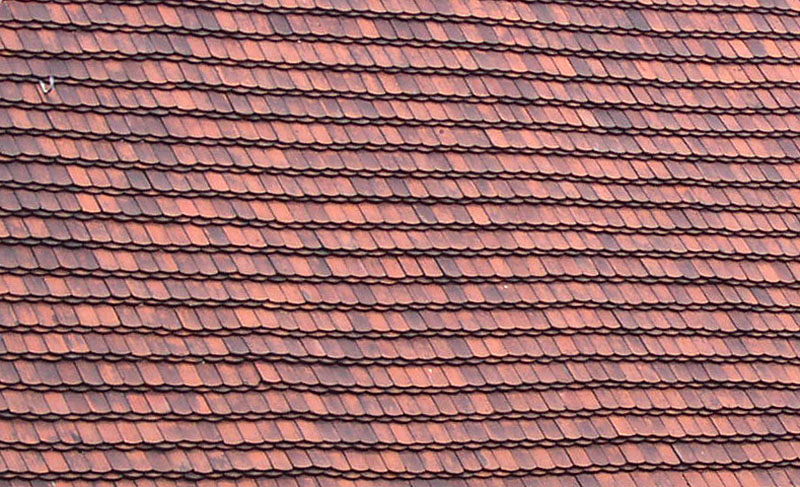
Historische Biberschwanzziegel in Kronendeckung

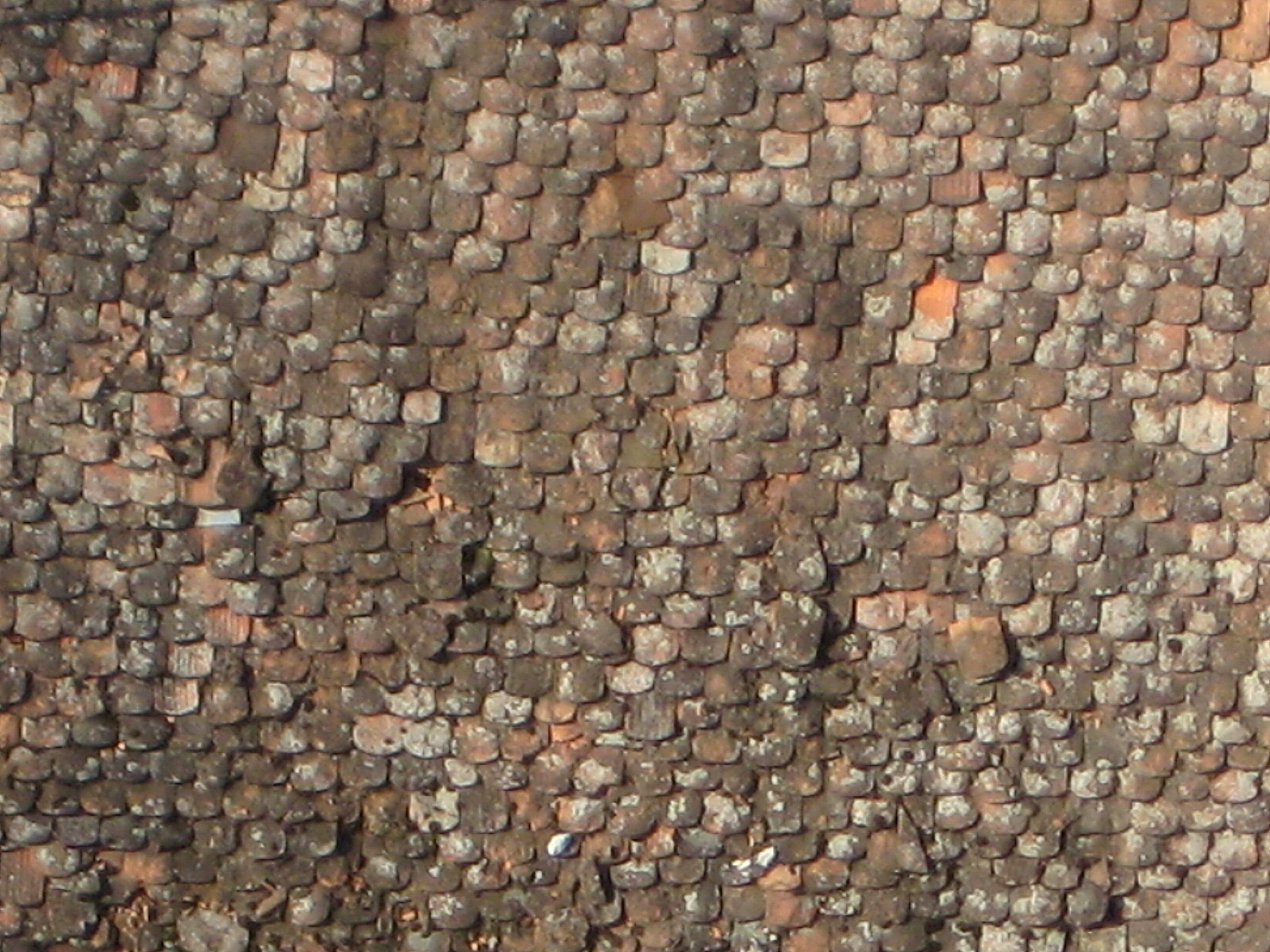
Historische Biberschwanz-Doppeldeckung in Hermannstadt, Siebenbürgen

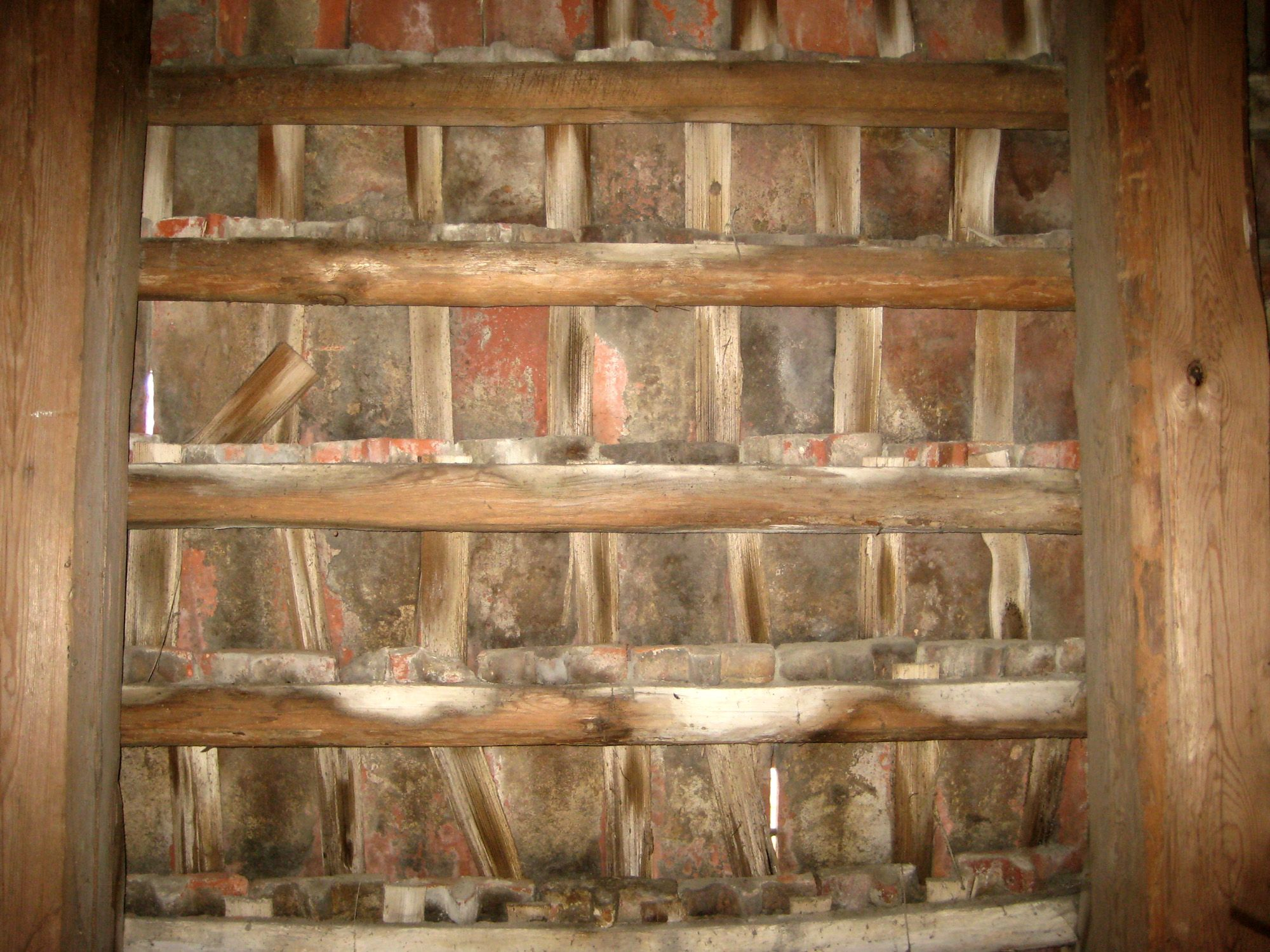
Biberschwanzziegel in Einfachdeckung mit Spließen von unten gesehen

Im Gegensatz zu den gewölbten oder gefalzten Dachziegeln wird der Biberschwanz in zwei überlappenden, seitlich jeweils um einen halben Ziegel versetzten Lagen auf die Dachkonstruktion gelegt. Analog zum Mauerwerksverband wird dies als im (regelrechten) Verband legen bezeichnet. Dadurch entsteht der typische „Fischschuppeneindruck“.
Nur die Einfachdeckung wird auch außer Verband mit durchgehenden Längsfugen ausgeführt. Bei den seitlich am Abschluss der Dachfläche liegenden halben Ziegeln ist darauf zu achten, dass die als Tropfkante fungierende tiefste Stelle des Ziegels nicht am Ortgang zu liegen kommt, da das hier ablaufende Wasser sonst am Giebel heruntertropft. Entweder wird die Schnittstelle nach innen gerichtet oder der Schwanz des Ziegels wird entsprechend schräg angeschnitten.
Biberschwanzziegel haften auch noch bei extrem steilen Dächern ohne zusätzliche Verankerung sehr gut.
Man unterscheidet drei traditionelle Deckarten, von denen aber heutzutage nur noch zwei ausgeführt werden:

### Kronendeckung
Bei der Kronendeckung werden beide Ziegellagen auf derselben Dachlatte eingehängt, so dass die untere Lage nahezu vollständig von der oberen Lage abgedeckt wird. Die untere Lage heißt Lagerschicht. Die daraufliegende Deckschicht ist erforderlich, um die darunterliegende Fuge der Lagerschicht abzudecken.

### Doppeldeckung
Bei der Doppeldeckung wird jede Ziegellage auf einer eigenen Dachlatte verlegt, und zwar so, dass die jeweils untere Lage um etwas mehr als die Hälfte überdeckt wird. Dadurch wird die Oberkante der ersten Lage noch vom unteren Ende der dritten Lage überdeckt. An Traufe und First würden so die Fugen ungeschützt liegen, so dass bei der Doppeldeckung die First- und Traufreihe weiterhin in Kronendeckung ausgeführt werden müssen. Dies ist bei der Einteilung der Dachfläche zu berücksichtigen, wenn das Deckbild über die gesamte Dachfläche gleichmäßig aussehen soll.
Bei korrekter Ausführung ist bei beiden Deckarten sichergestellt, dass Regenwasser nicht durch die Längsfuge zwischen den Ziegeln in das Gebäude eindringen kann, sondern über den jeweils darunter liegenden Ziegel abgeleitet wird.

### Einfachdeckung
Insbesondere bei historischen Wirtschaftsgebäuden und Bauernhäusern ist auch die Einfachdeckung mit Spließen zu finden. Die Einfachdeckung ist sehr leicht, da nur die Hälfte an Biberschwänzen im Vergleich zur Doppeldeckung bzw. Kronendeckung benötigt wird. Da bei der Einfachdeckung Regenwasser über die Längsfuge eindringen kann, werden unter die Längsfugen sogenannte Docke oder Spließe in Form von Spänen oder Schindeln aus Holz, Kunststoff oder Blech gelegt.
Mit Ausnahme der gerade geschnittenen Ziegelformen sammelt sich das über die Fläche des Ziegels ablaufende Wasser mittig am Schwanz des Ziegels, bevor es zum darunterliegenden Ziegel abtropft.
Wird die Einfachdeckung im Verband verlegt, so kann im unteren Dachbereich soviel Wasser durch die Längsfuge auf den Spließ laufen, dass es seitlich austritt und im Dachraum abtropft. Um dies zu verhindern, können entweder Spließe aus Blech mit nach oben gefalzten Rändern verwendet werden oder die Ziegel werden außer Verband, also mit durchgehenden Längsfugen verlegt. In diesem Fall leitet die Tropfstelle der rund oder spitz geschnittenen Ziegel das ablaufende Wasser mittig auf den darunterliegenden Ziegel. Es ergibt sich ein geometrisch geordnetes Bild der Dachdeckung und bei gleichmäßig rechtwinkligen Dachformen fällt weniger Verschnitt an. Alternativ können die Ziegel im Dreiviertel-Verband verlegt werden, die insofern einen Kompromiss darstellt, als die Tropfstelle nicht über der Längsfuge zu liegen kommt und dennoch eine Verbandsdeckung vorhanden ist.

Kronendeckung: Lagerschicht und Deckschicht liegen zusammen auf einer Dachlatte.
Doppeldeckung: Jede Ziegellage liegt auf einer eigenen Dachlatte.
Einfachdeckung: Die Längsfugen zwischen den Ziegeln sind mit Spließen bzw. Pappdocken unterlegt.

## Ausführungen
Biberschwanz-Normalziegel sind nach DIN 36,5 × 15,5 × 1 cm groß, das traditionelle Süddeutsche Format beträgt 38 × 18 cm mit unterschiedlicher Dicke. In Süddeutschland wurde vorwiegend unvermörtelt in Doppeldeckung gedeckt. Das größere und schwerere süddeutsche Format erhöhte dabei die Sturmsicherheit. In sturmreichen Gegenden werden die Ziegel ebenso wie bei besonders gelagerten Dächern zusätzlich mit Sturmklammern befestigt.
Seit Beginn des 20. Jahrhunderts werden auch Falzbiber bzw. Biberfalzziegel verwendet, die als Strangfalzziegel wie gewöhnliche Falzziegel in Einfachdeckung verlegt werden, da das durch die Längsfugen tretende Wasser durch den Falz abgeleitet wird. Der Falzbiber ist an Kehlen, Fledermausgauben und anderen geschwungenen Dachformen weniger flexibel verlegbar als der gewöhnliche Biberschwanzziegel. Eine Biberfalzdeckung wird bevorzugt im Verbund verlegt, indem beispielsweise in jeder zweiten Reihe ein halber Ziegel neben dem Ortgangziegel eingesetzt wird, der dann selber ein voller Ziegel ist.

### Sonderformen
Der sogenannte Turmbiber ist eine schmalere und vor allem kürzere Ausführung des Biberschwanzziegels.
Halbe Ziegel gibt es in linker und rechter Ausführung. Sie werden vor allem am Ortgang benötigt, wenn im Verband verlegt wird.
Neben den gewöhnlichen flachen Ziegeln werden auch im Querschnitt durchgehend oder nur an einer Seite konkav aufgebogene Ziegel gefertigt, die etwa zur Herstellung von Anschlüssen an andere Bauteile verwendet werden. Ziegel der 1½-fachen Breite werden am Ortgang sowie an Kehlen verwendet. An der Dachkehle können ebenfalls verlängerte Ziegel der normalen Breite eingesetzt werden. Ein im Querschnitt diagonal geteilter, also seitlich flach auslaufender Ziegel wird als beigeschärfter Ziegel bezeichnet.

### Schnittformen
- Rundschnittbiber
- Segmentschnittbiber
- Geradschnittbiber
- Geradschnittbiber mit abgerundeten Ecken
- Sechseckbiber
- Turmbiber
- Gotischer Biber
- Wappenbiber, ein Biber mit Kielbogenschnitt und abgerundeter Spitze.

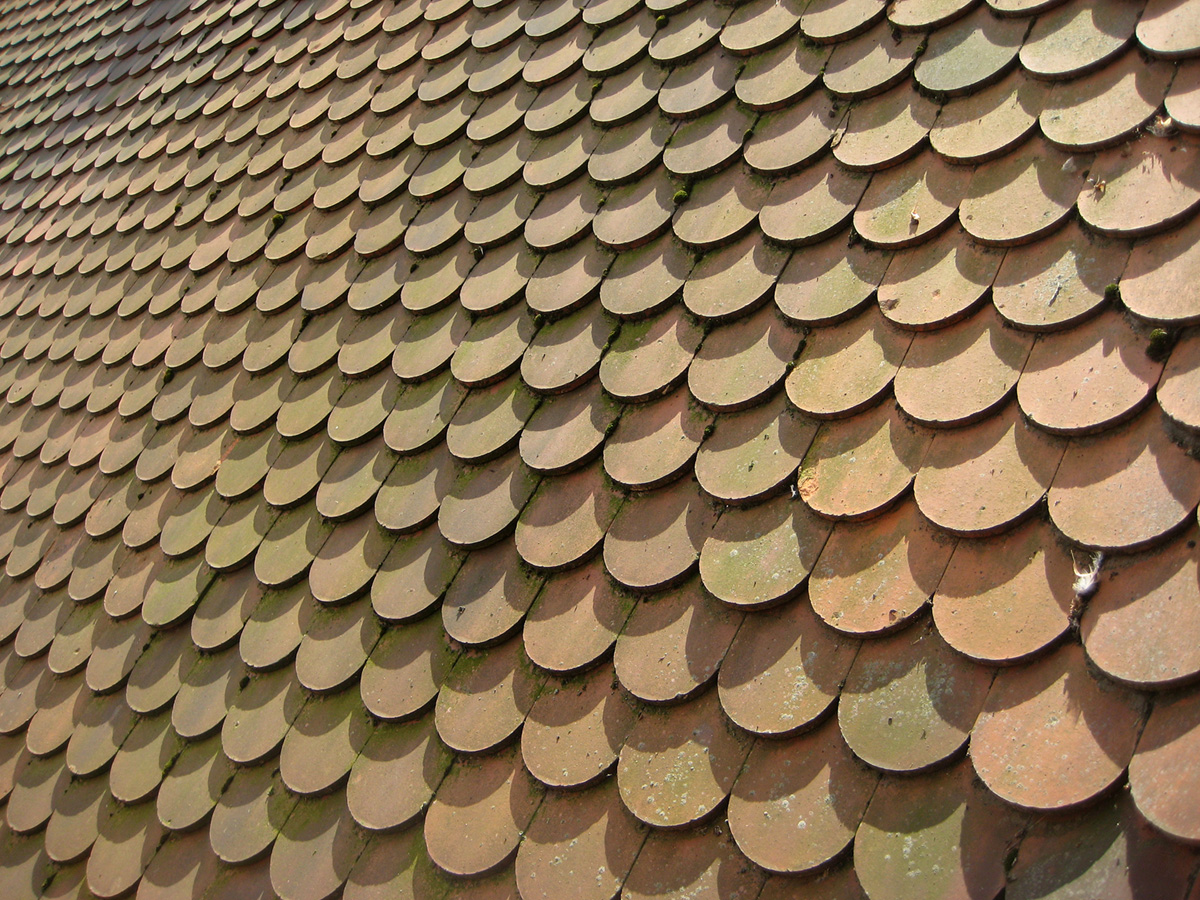
Biberschwanzziegel mit Rundschnitt, Doppeldeckung
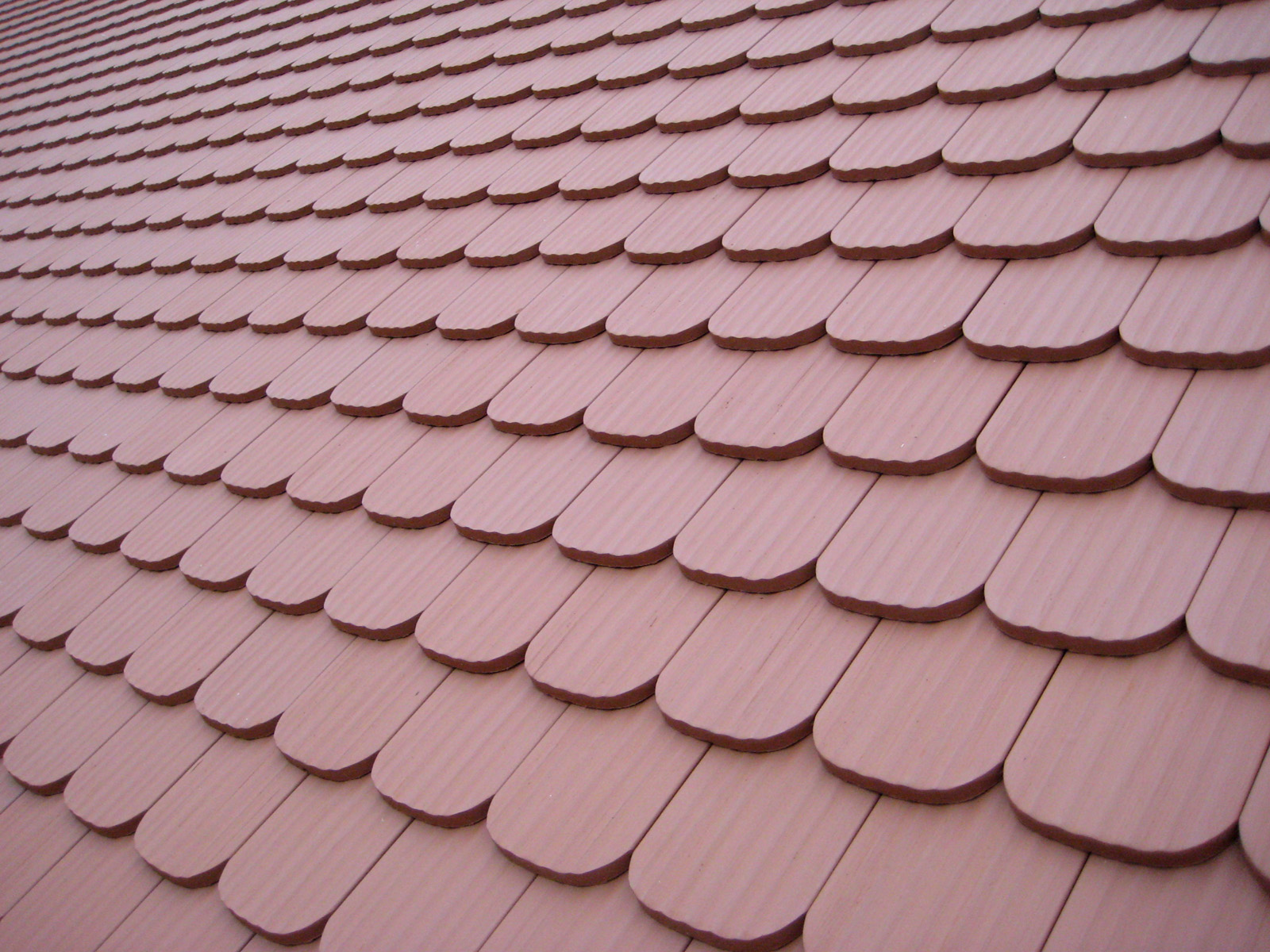
Biberschwanzziegel mit Korbbogenschnitt, Doppeldeckung
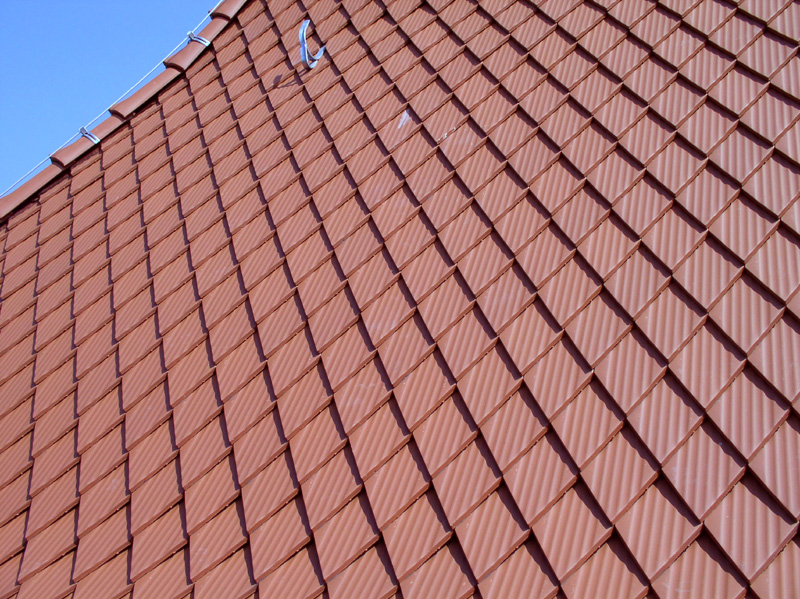
Rautenspitzbiber-Deckung, Doppeldeckung

## Verbreitung und Zukunft

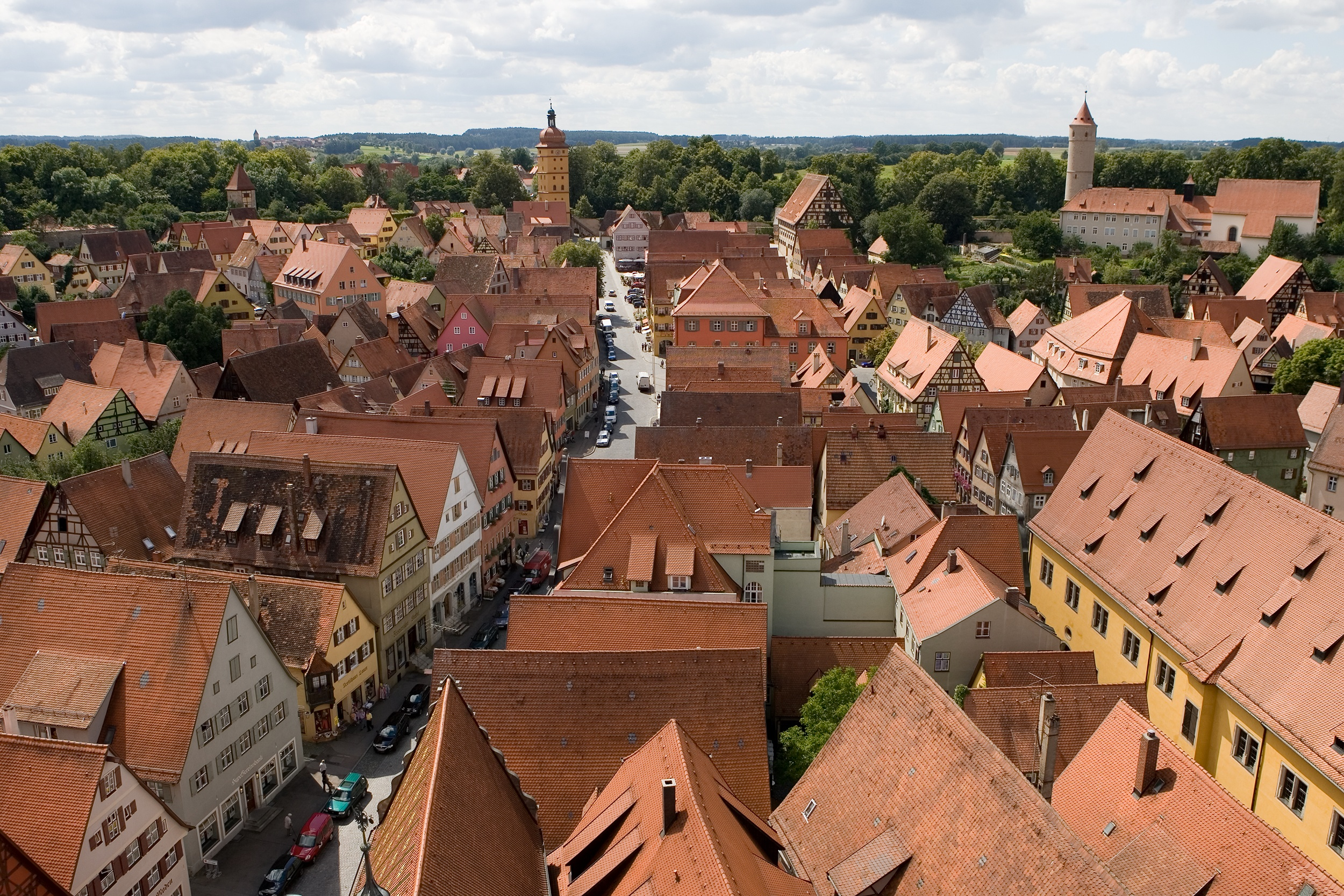
Biberschwanzdächer in Dinkelsbühl

Man kann den Biberschwanz als den deutschen Ziegel schlechthin betrachten. In Süddeutschland und Ostdeutschland sowie in den südlichen und östlichen Nachbarstaaten Deutschlands erreichte er die größte Verbreitung. In Mecklenburg sind sehr viele Häuser mit Biberschwänzen gedeckt. In Westdeutschland sind Biberschwanzziegel dagegen eher selten.
Im Vergleich mit anderen Ziegeln oder Dachsteinen, z. B. der „Frankfurter Pfanne“, bedeutet die Biberschwanzdeckung einen höheren Materialverbrauch und damit höhere Kosten. Bei Neueindeckungen von Dächern nimmt die Verwendung des Biberschwanzes daher ab; nach wie vor wird er aber bei Renovierungen denkmalgeschützter Profan- und Kirchenbauten verwendet, um den historisch korrekten Gesamteindruck zu wahren oder wiederherzustellen. Die Ausnahme ist auch hier der Falzbiber, der in Einfachdeckung nicht mehr Material verbraucht als andere Ziegelarten.
Denkmalbehörden bevorzugen oft Biberschwanzziegel mit regionalen Sonderformen wie dem weniger ausgeprägten Segmentbogen, Korbbogen, geradem Schnitt oder anderen Formen gegenüber dem Standardziegel mit Halbrund-Bogen.

## Literatur

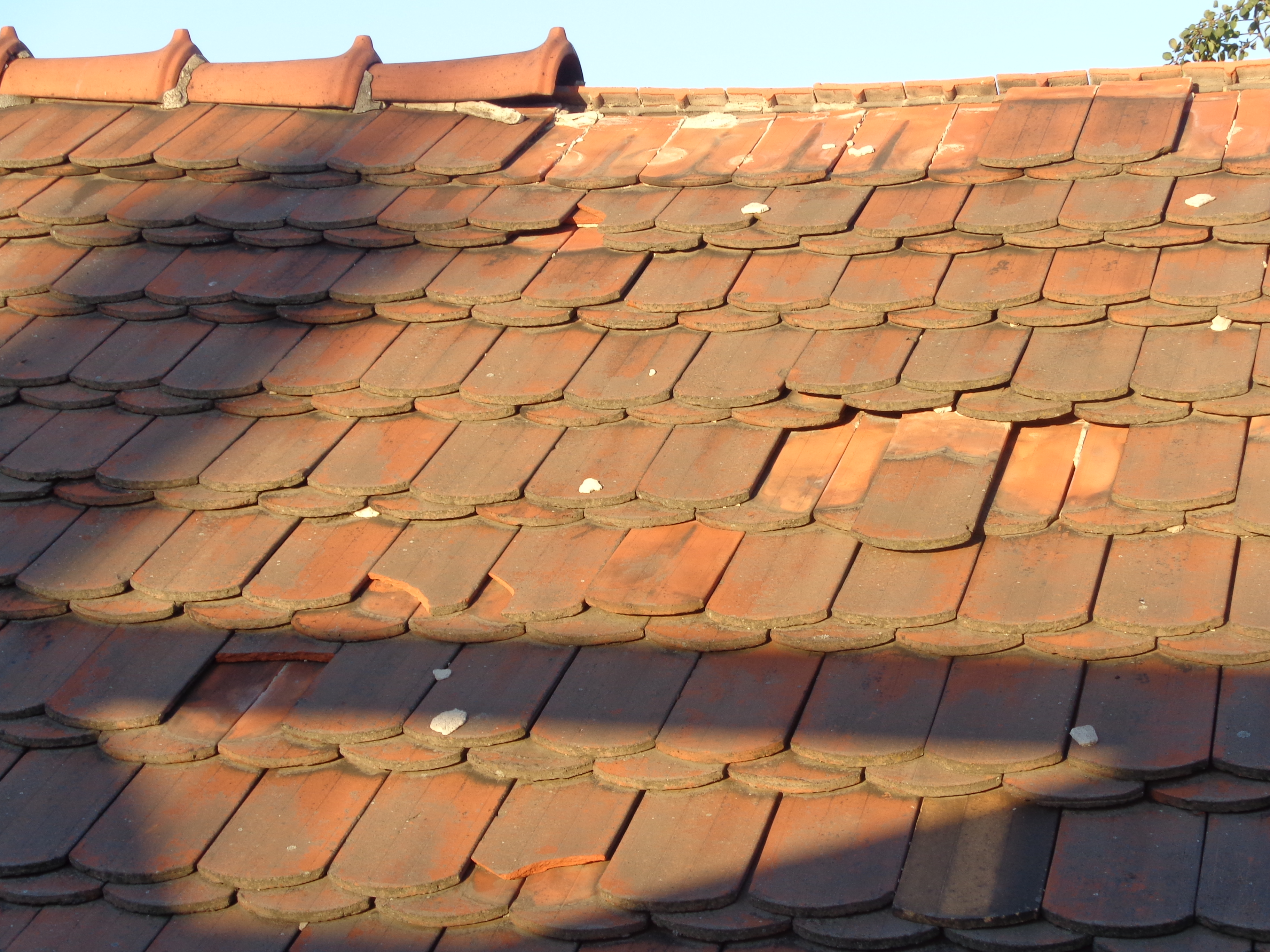
Brüchige Biberschwänze in Potsdam